# 平沙万里行
《平沙万里行》是由诗琳通公主写作的一部游记，讲述的是1990年4月7日至4月21日，诗琳通公主第二次访华；在中国的北京市，陕西省西安市，甘肃省兰州市、嘉峪关市、酒泉市、敦煌市，新疆维吾尔自治区吐鲁番市、乌鲁木齐市、喀什市，香港等地游览了15天，向泰国民众了解丝绸之路文化。
中文版标题由诗琳通公主御笔题写，书中有公主自己手绘的插图10幅。另有诗琳通公主的中文老师顾雅炯的译本，名为《随公主踏沙远行》，与林长茂等译《平沙万里行》相比少了公主的自画插图。

## 内容

### 第1天（1990年4月7日）
从曼谷出發，下午4時45分来到北京机场。當時的国务院副總理吳學谦邀請詩琳通公主于钓鱼台国宾馆芳菲园举办晚宴。

### 第2天（1990年4月8日）
早晨于钓鱼台国宾馆花园中散步。詩琳通公主在訪問絲綢之路前先停留在北京兩天，参观碧云寺罗汉堂、卧佛寺、雍和宫和宋庆龄基金会。在泰国驻华大使馆举行晚宴。

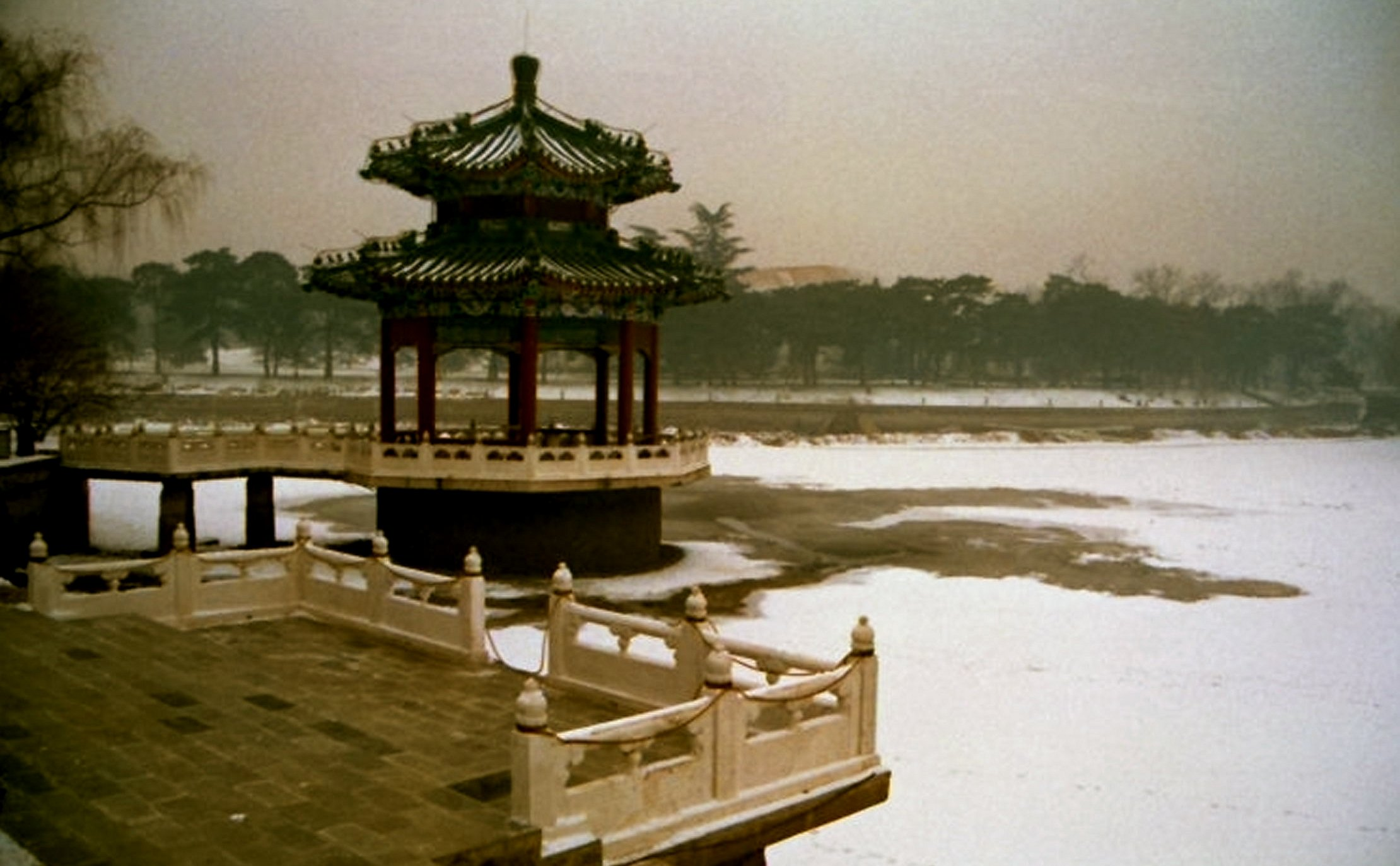
钓鱼台国宾馆花园
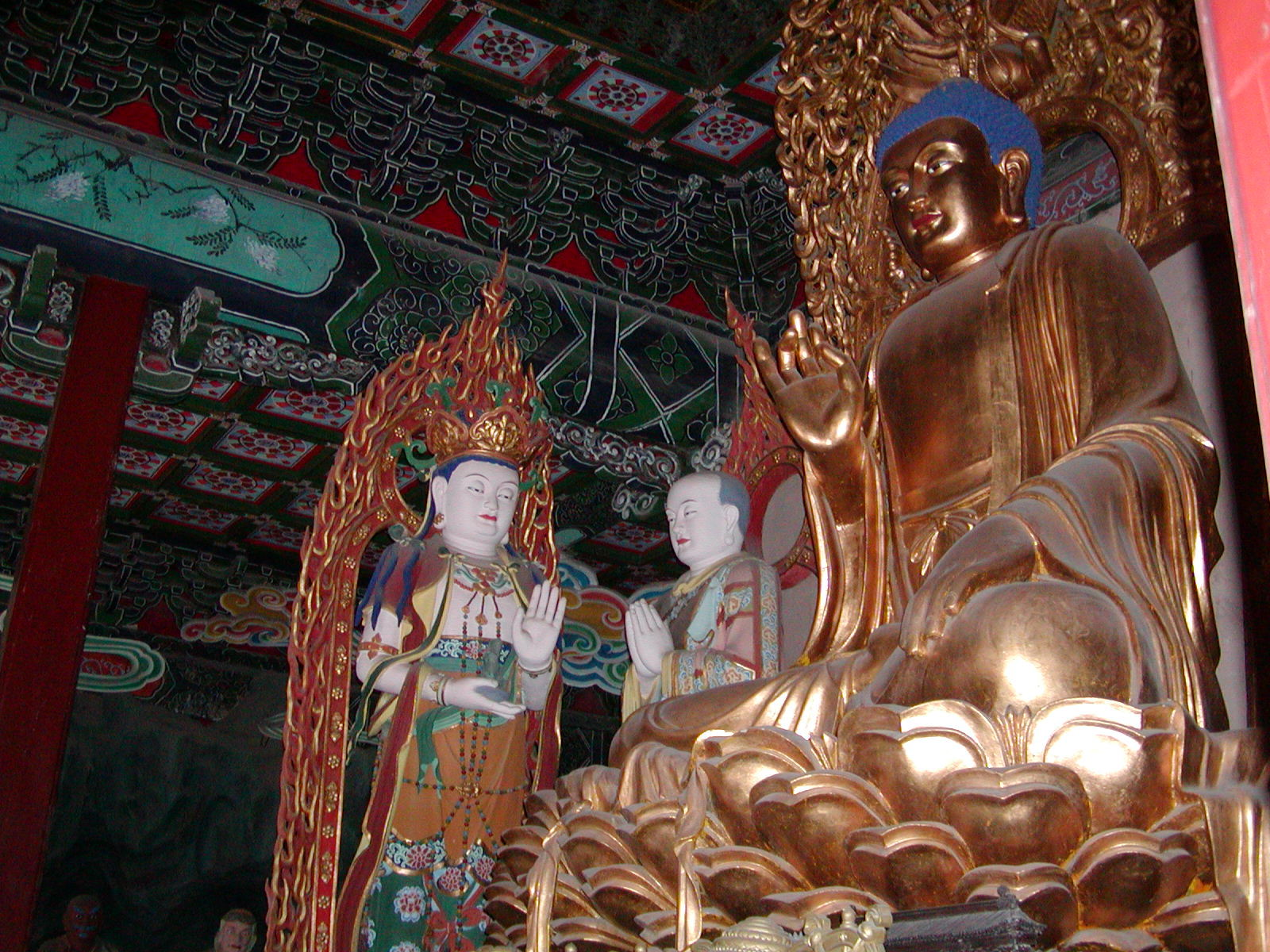
碧云寺的佛像
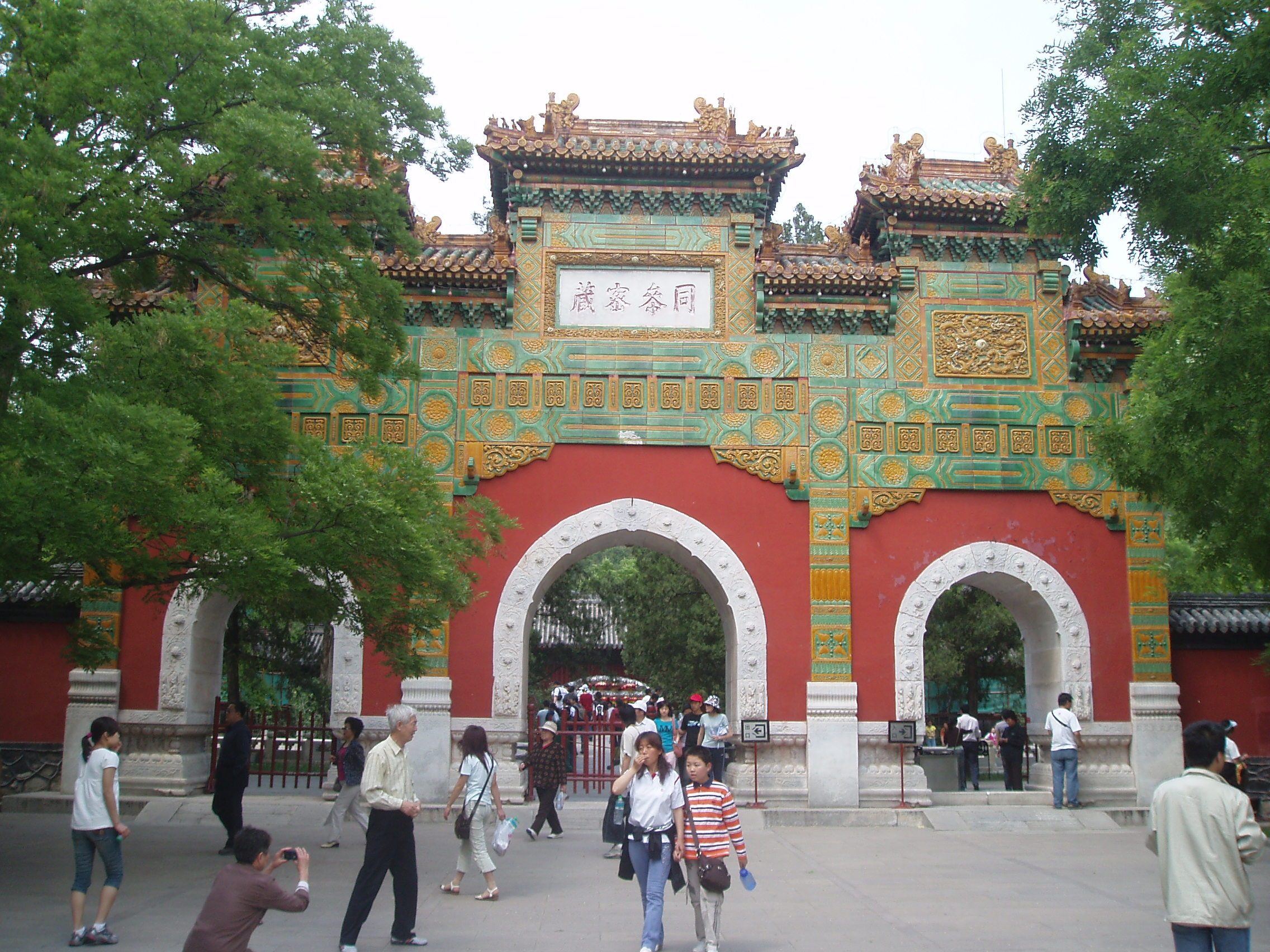
卧佛寺寺门
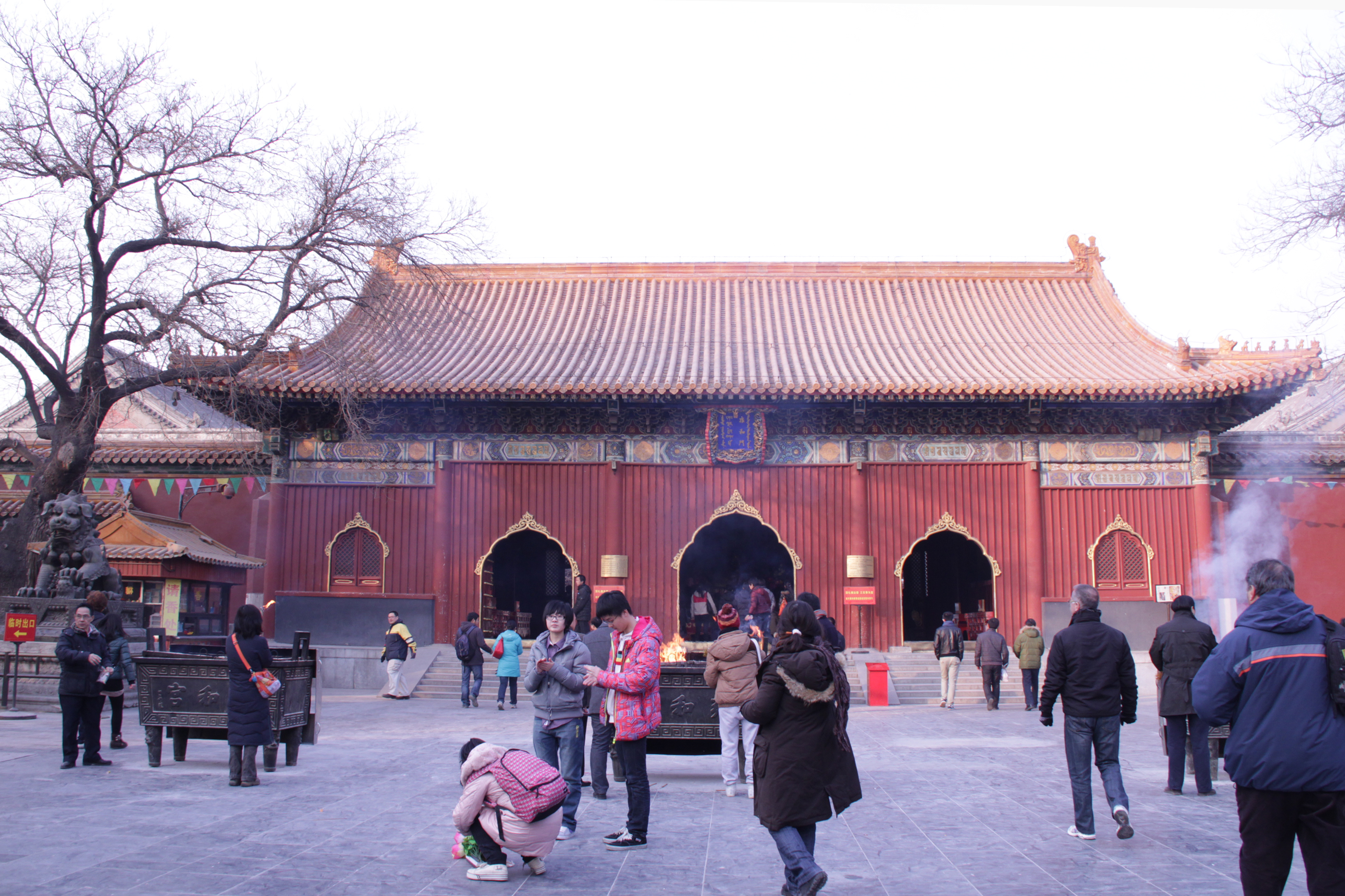
雍和宫大门
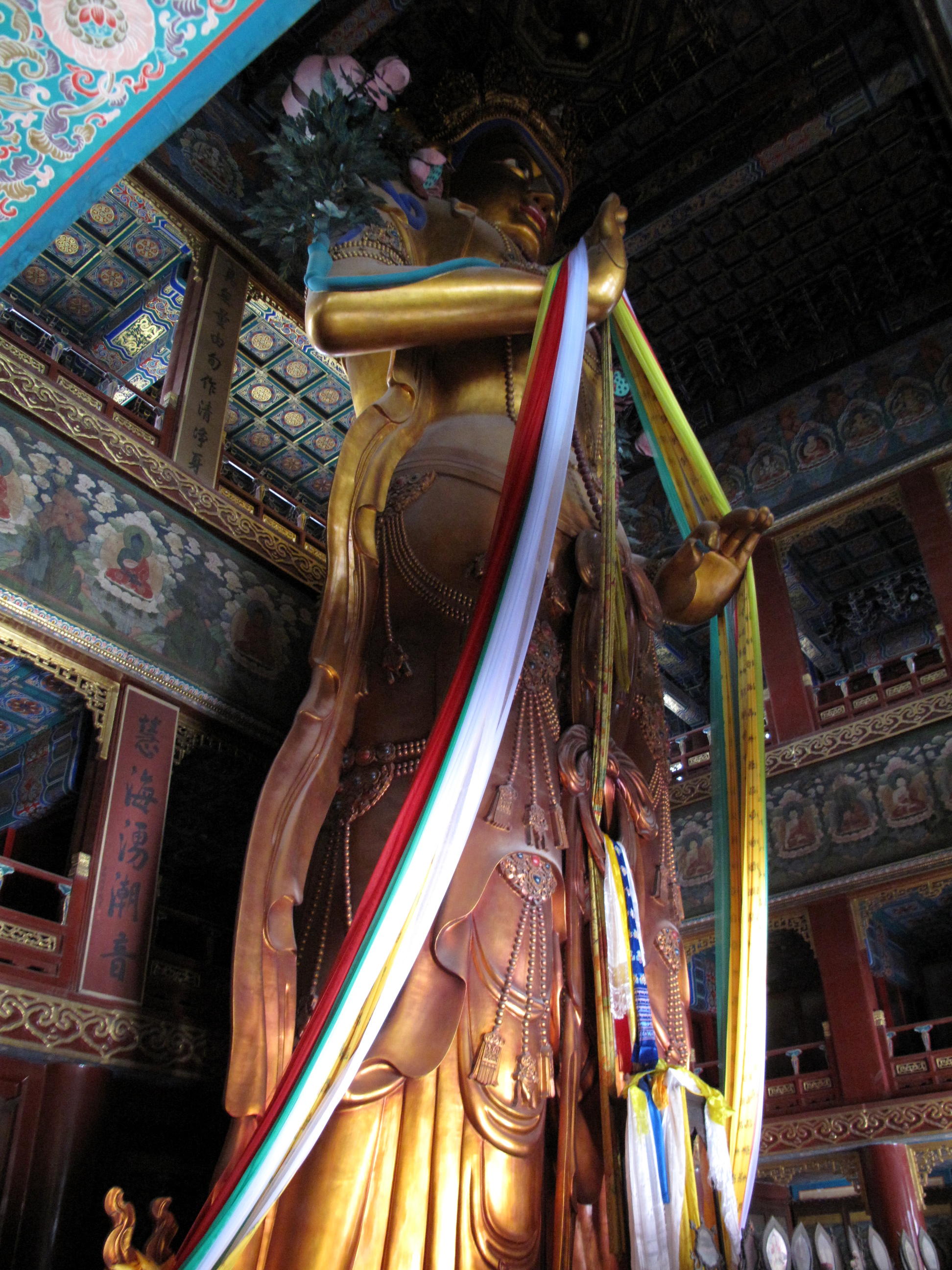
雍和宫内的弥勒佛像

### 第3天（1990年4月9日）
参观人民大会堂。

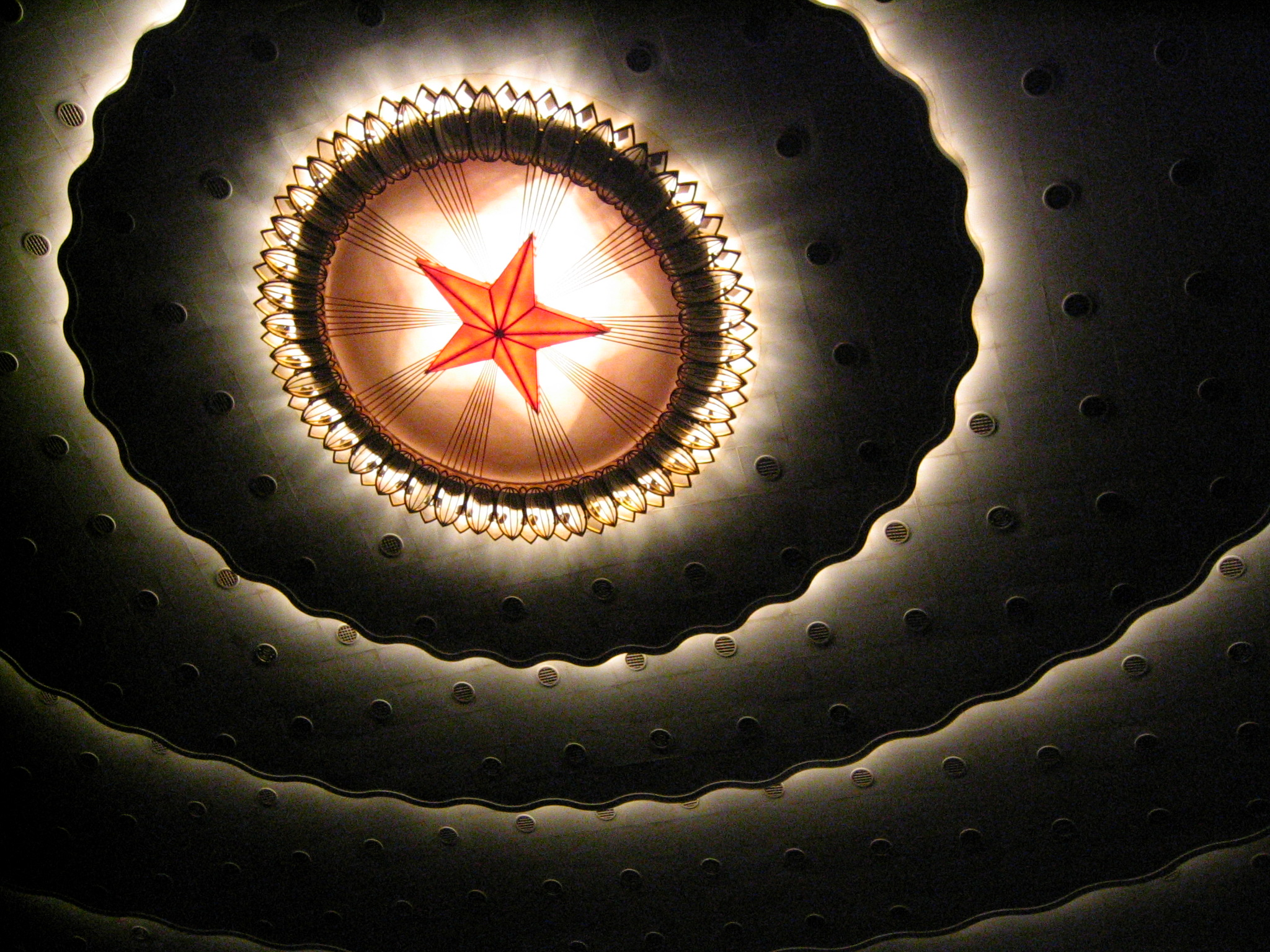
人民大会堂礼堂天花板

### 第4天（1990年4月10日）
参观开远门、唐乾陵永泰公主墓、章怀太子墓和汉茂陵博物馆。
手绘插图：公主拉二胡。

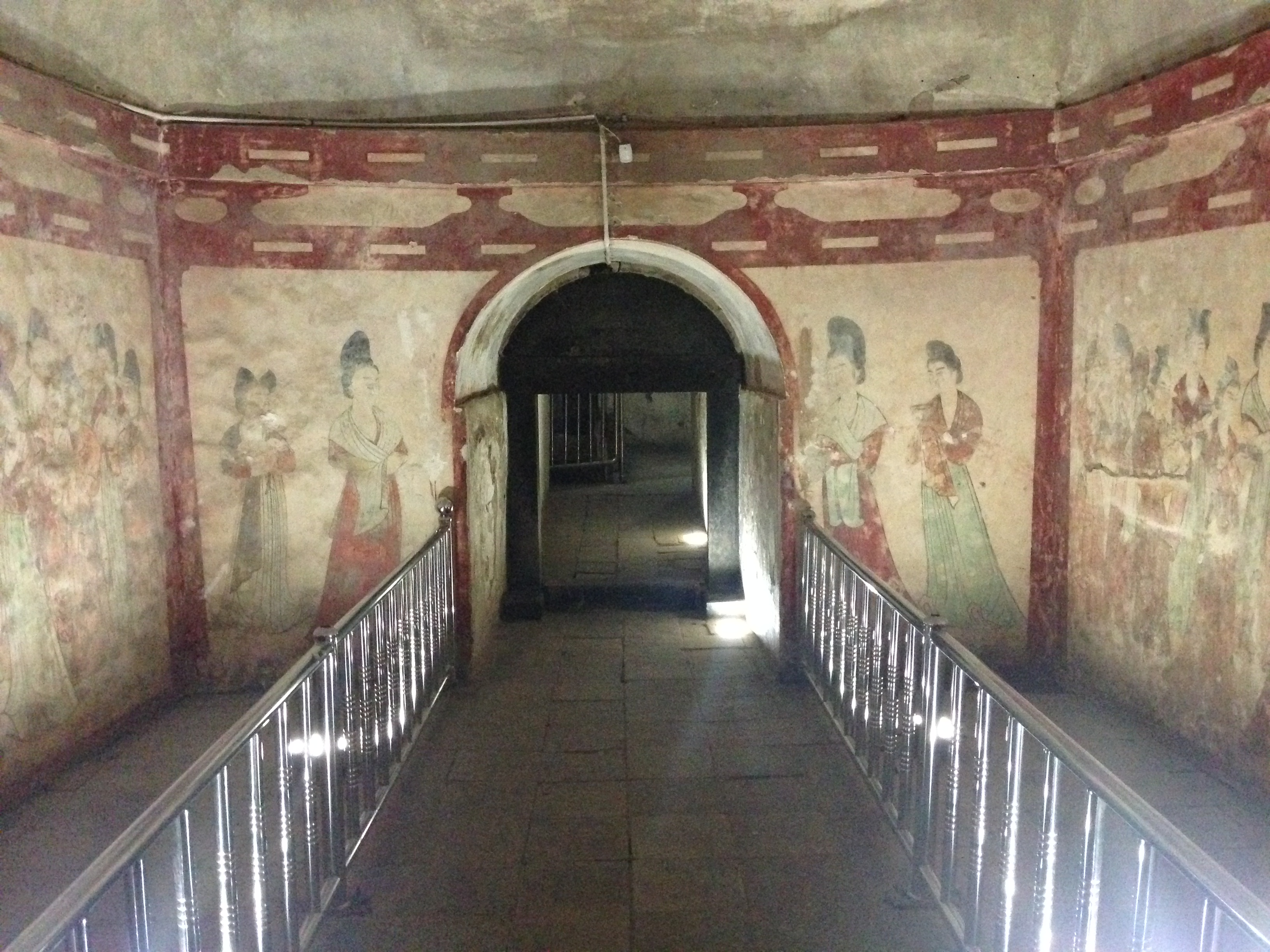
永泰公主墓
唐乾陵六十一蕃臣

### 第5天（1990年4月11日）
参观秦始皇陵和小雁塔。

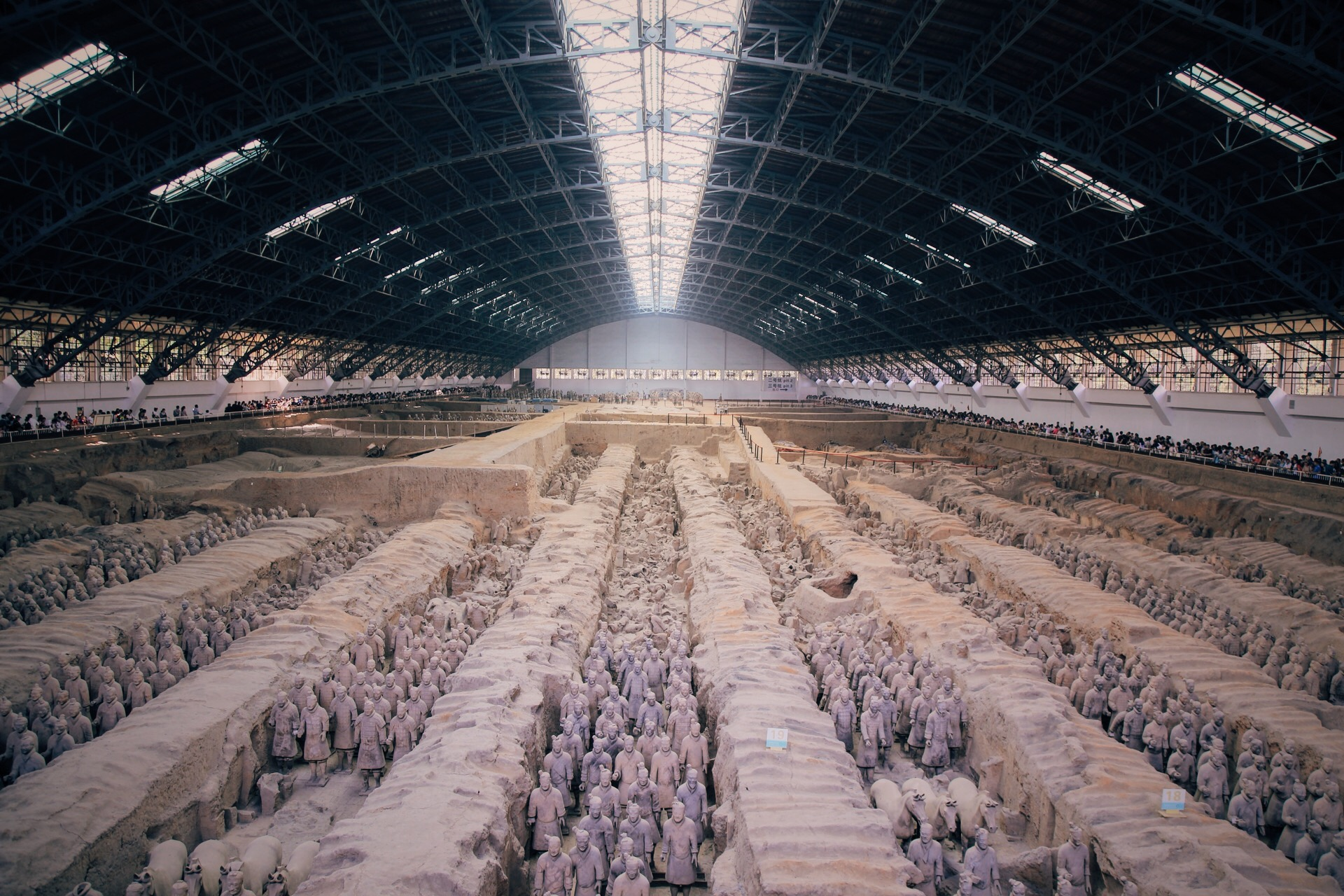
秦始皇陵兵马俑一号坑
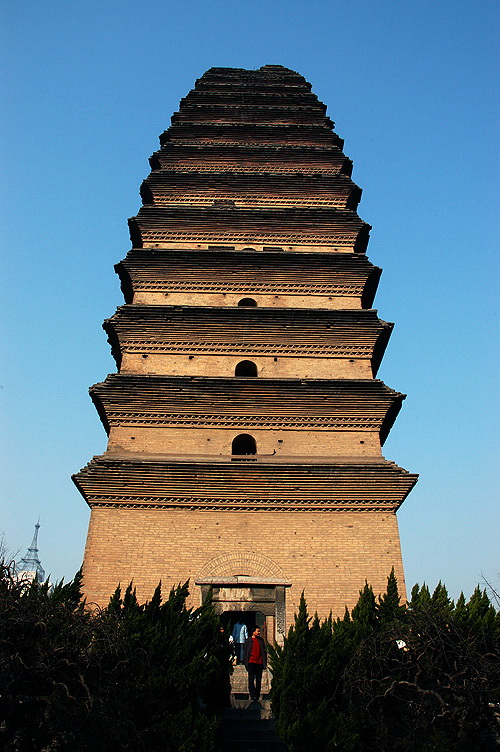
小雁塔

### 第6天（1990年4月12日）
参观甘肃省博物馆和羊毛织造厂。

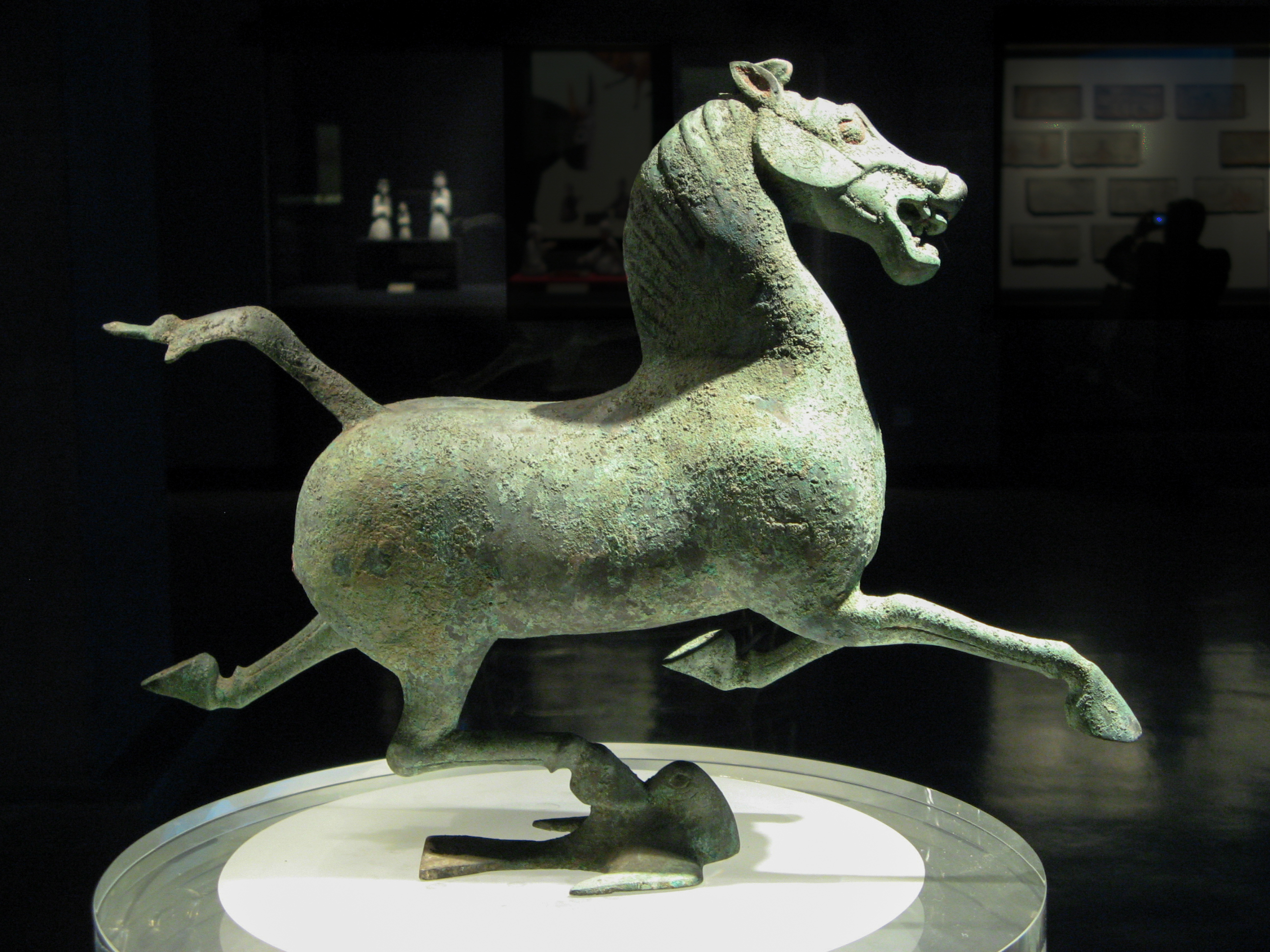
甘肃省博物馆藏品：铜奔马

### 第7天（1990年4月13日）
从兰州市机场出发到嘉峪关市。
手绘插图：公主烧香。

### 第8天（1990年4月14日）
参观嘉峪关长城、魏晋墓葬，题字“中泰友好”。
手绘插图：公主用毛笔题写“中泰友好”。

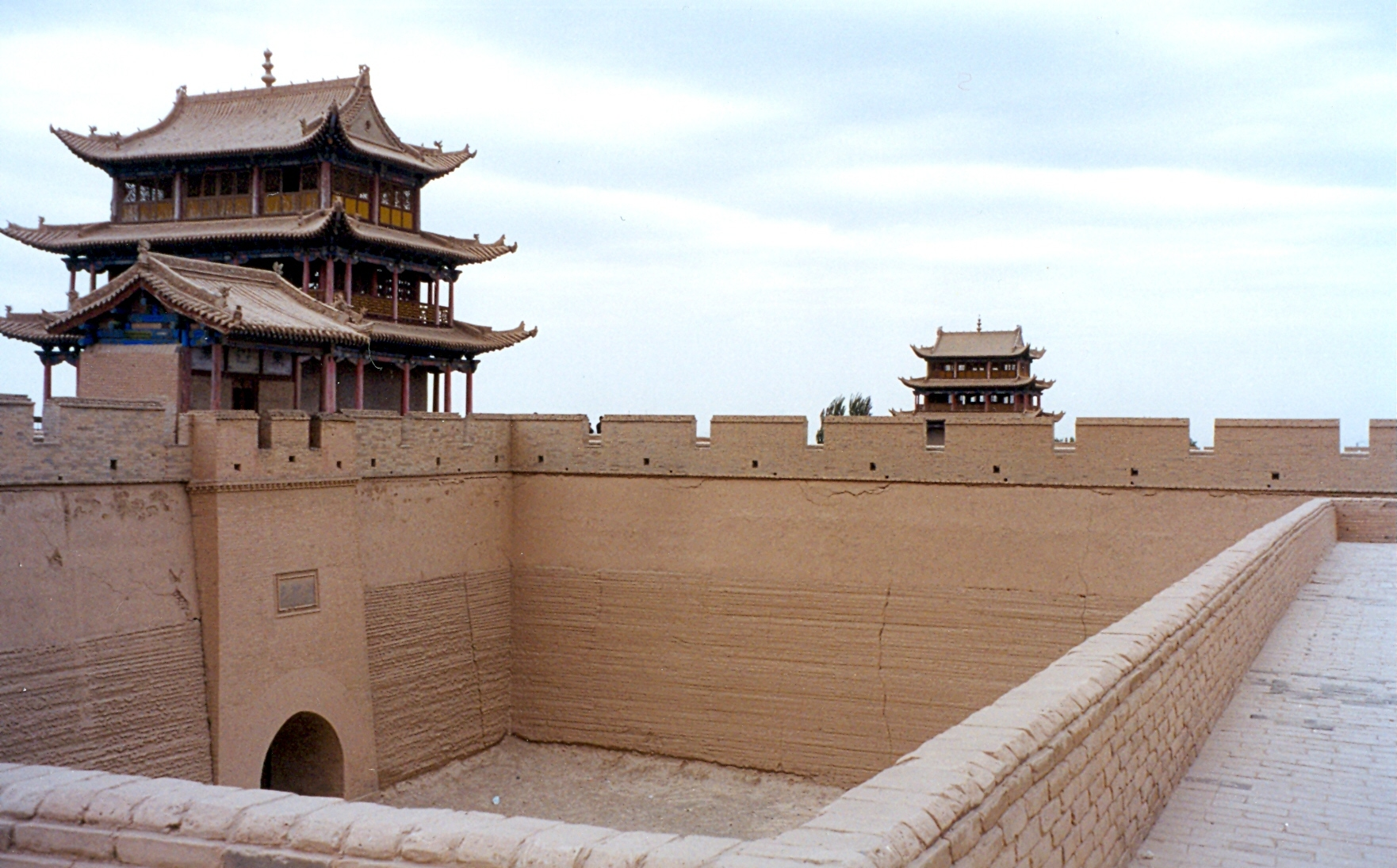
嘉峪关

### 第9天（1990年4月15日）
從嘉峪關坐火車，六小時後抵達柳園車站，後再坐兩小時汽車。公主在火車上用筆記本電腦不停地纂寫工作。晚上10時許抵達敦煌賓館。

### 第10天（1990年4月16日）
於敦煌賓館與该馆主人共進午餐。敦煌研究院院长段文杰陪同诗琳通公主参观莫高窟，可惜的是洞窟內禁止拍照。段文杰按照慣例，需要公主題字留念，公主用中文题字“敦煌艺术，名誉全球”。
手绘插图：公主骑骆驼，两头双峰驼，鸣沙山玩沙，月牙泉水彩画。

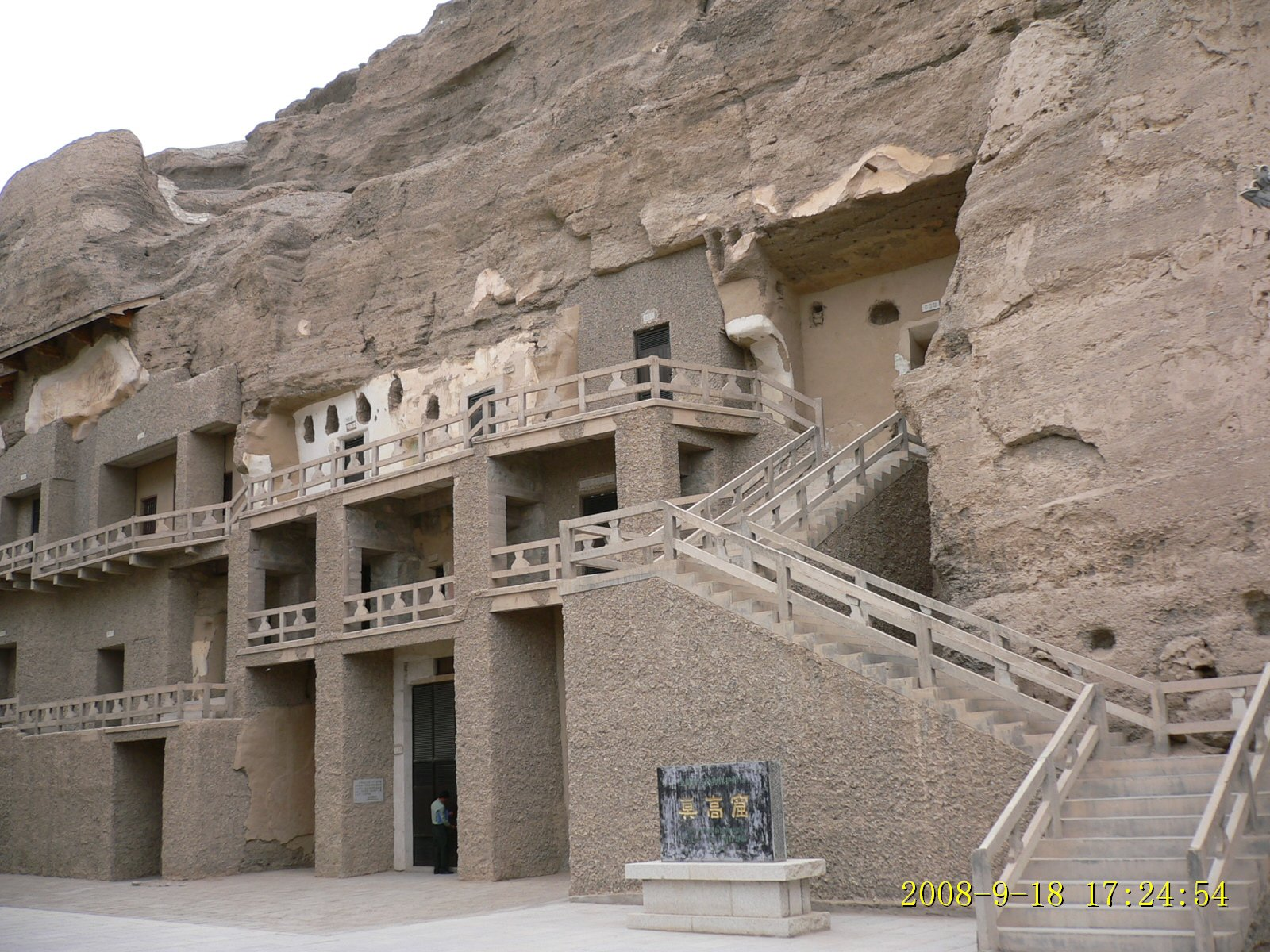
莫高窟局部
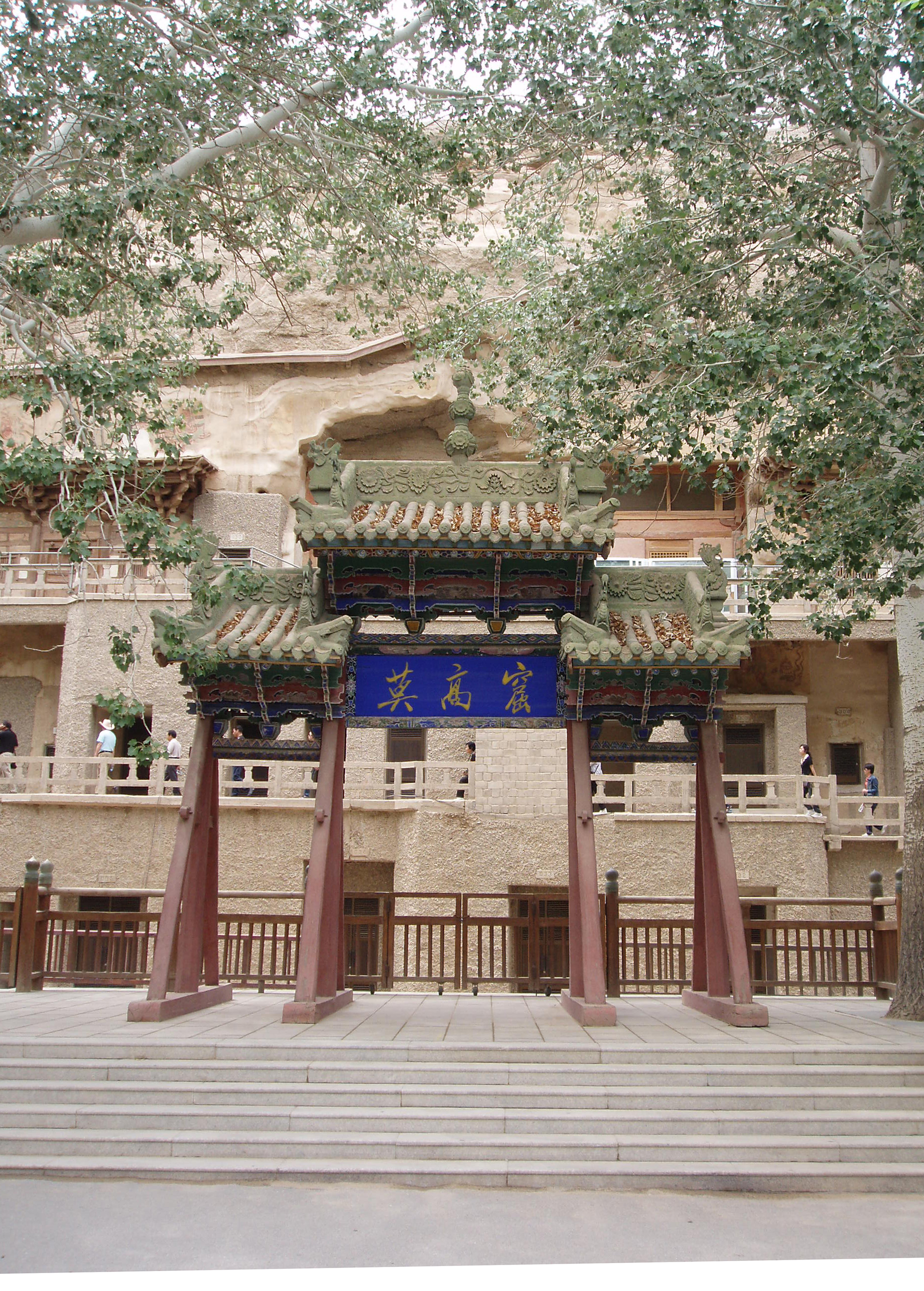
莫高窟大门
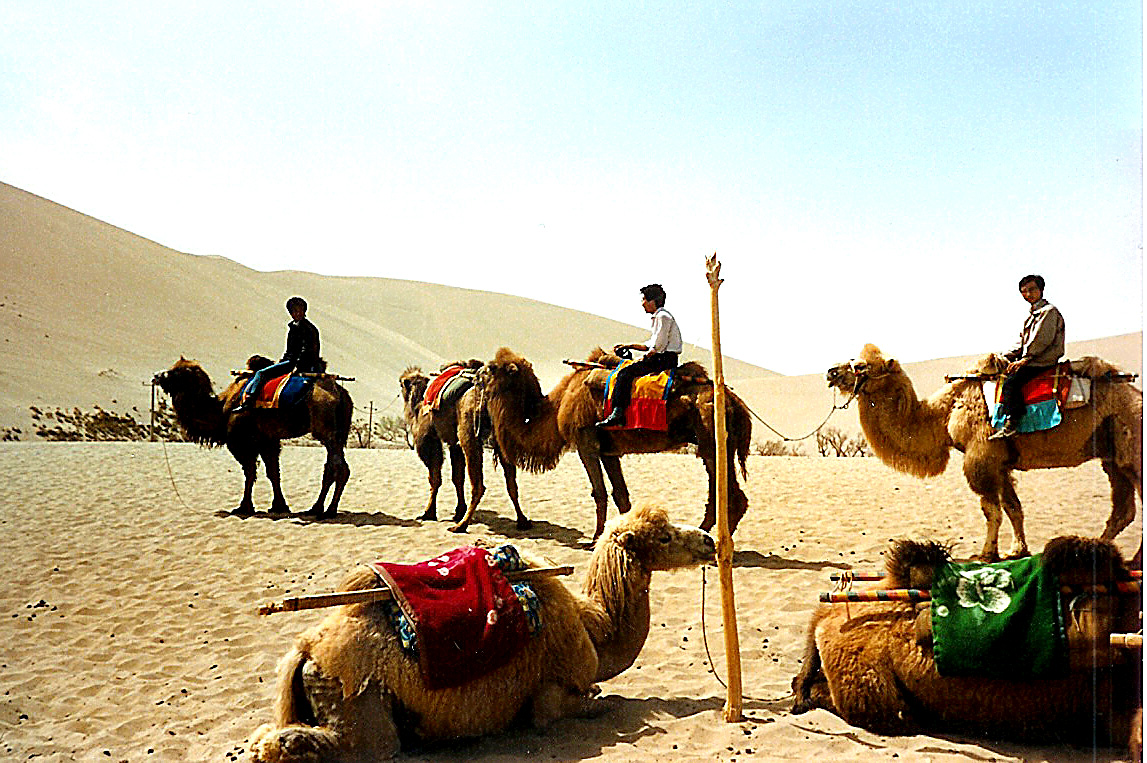
鸣沙山的骆驼
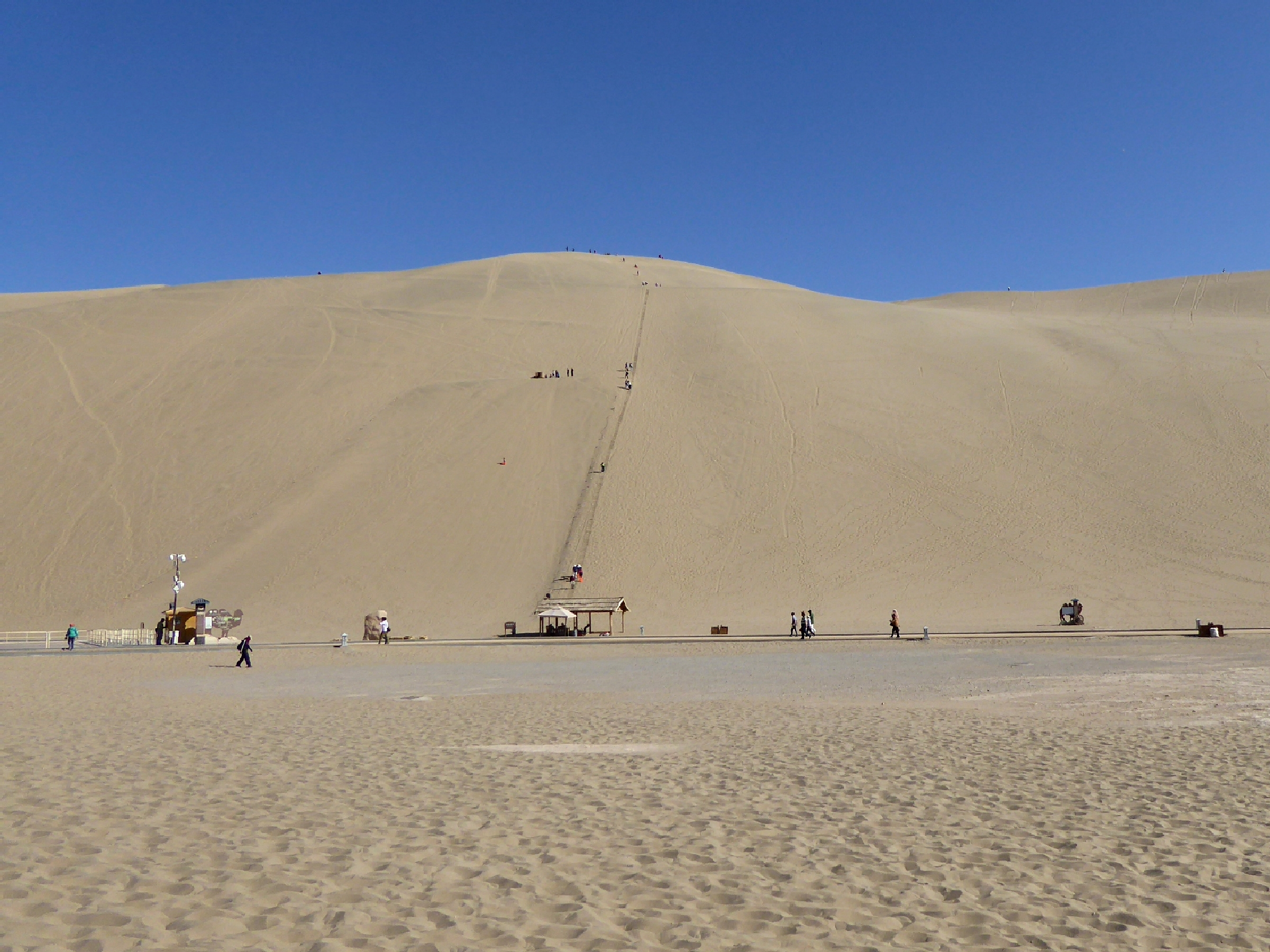
在鸣沙山玩沙的游客
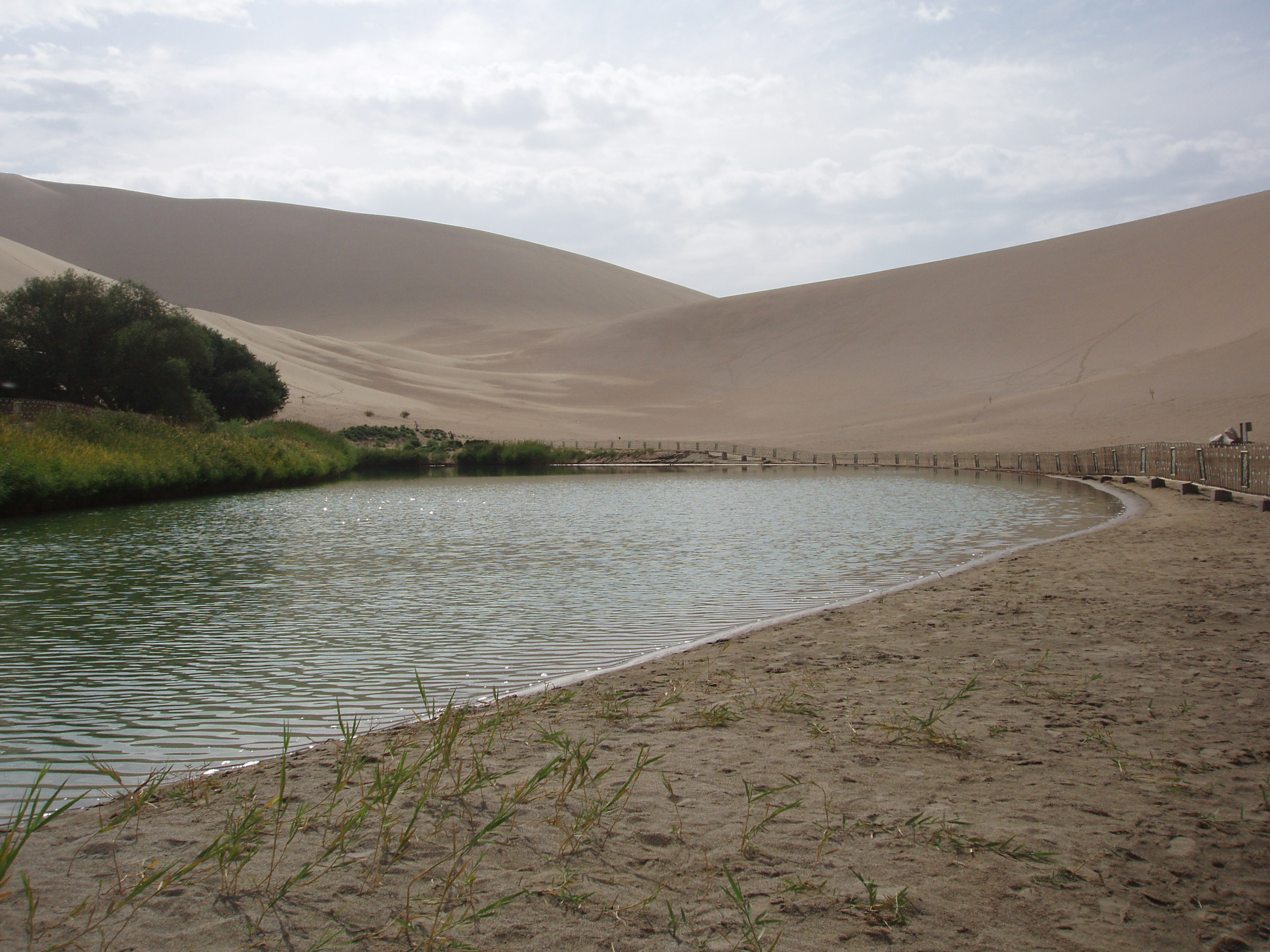
月牙泉边

### 第11天（1990年4月17日）
前往吐鲁番市，参观高昌遗址、柏孜克里克千佛洞、苏公塔清真寺。

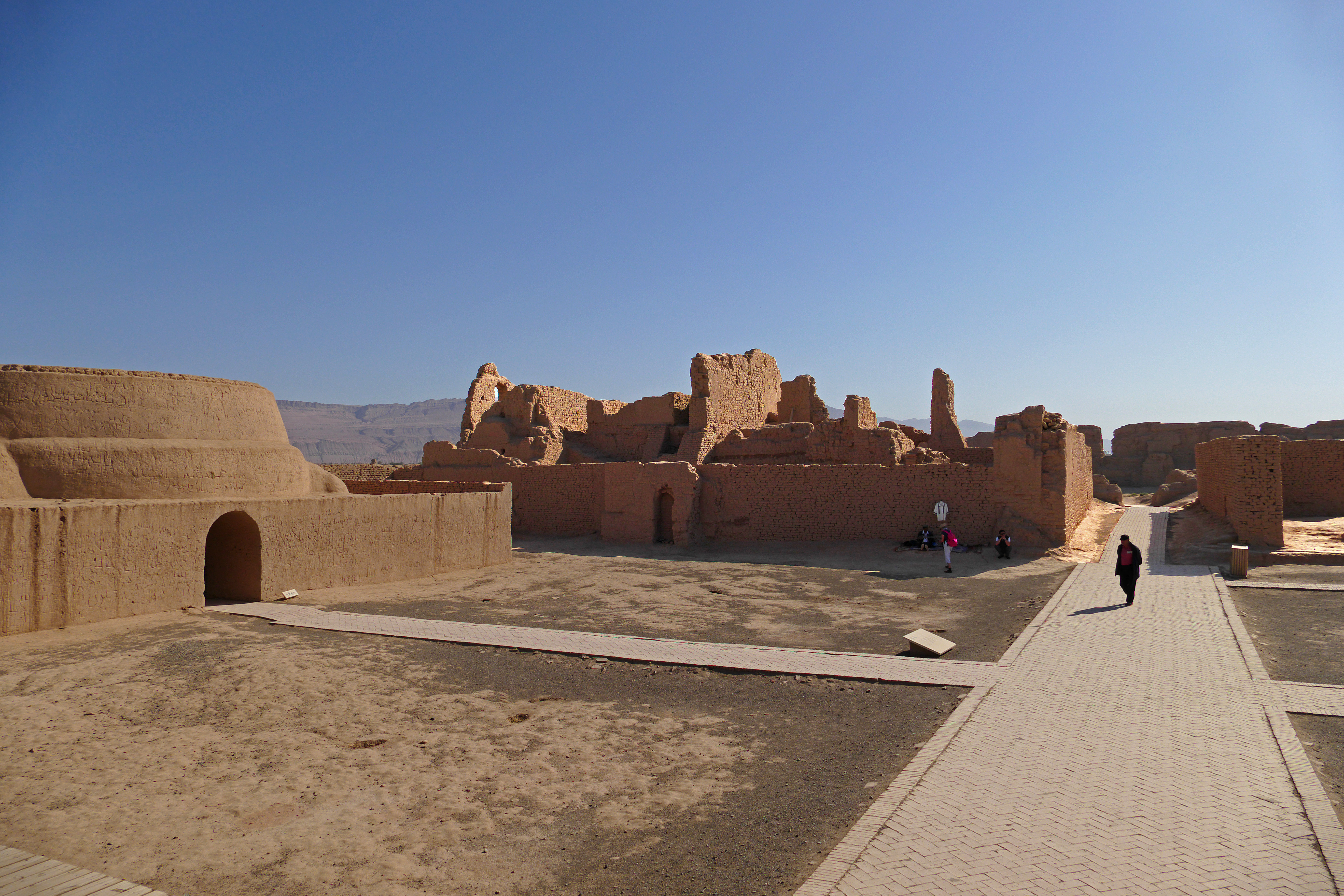
高昌故城
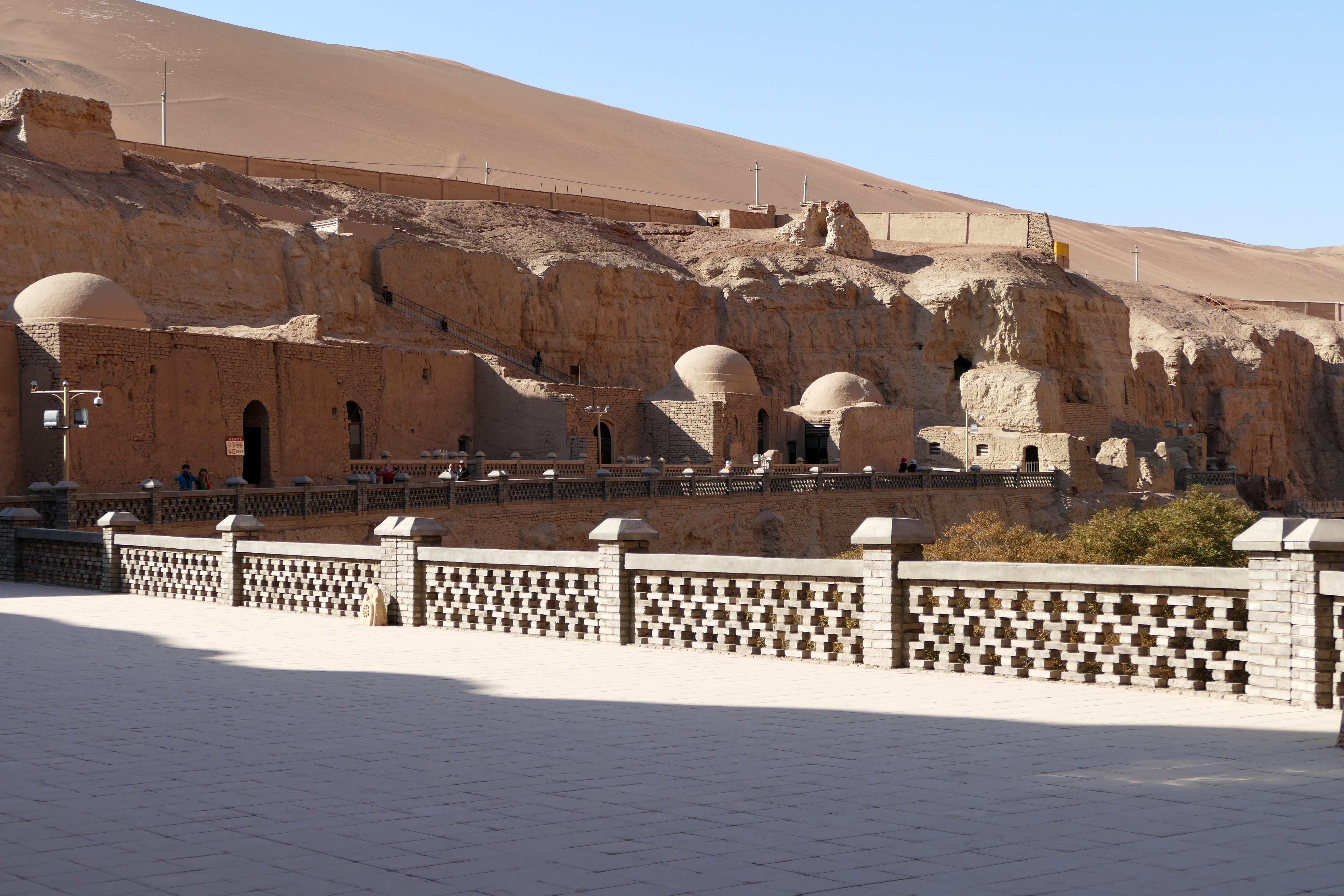
柏孜克里克千佛洞
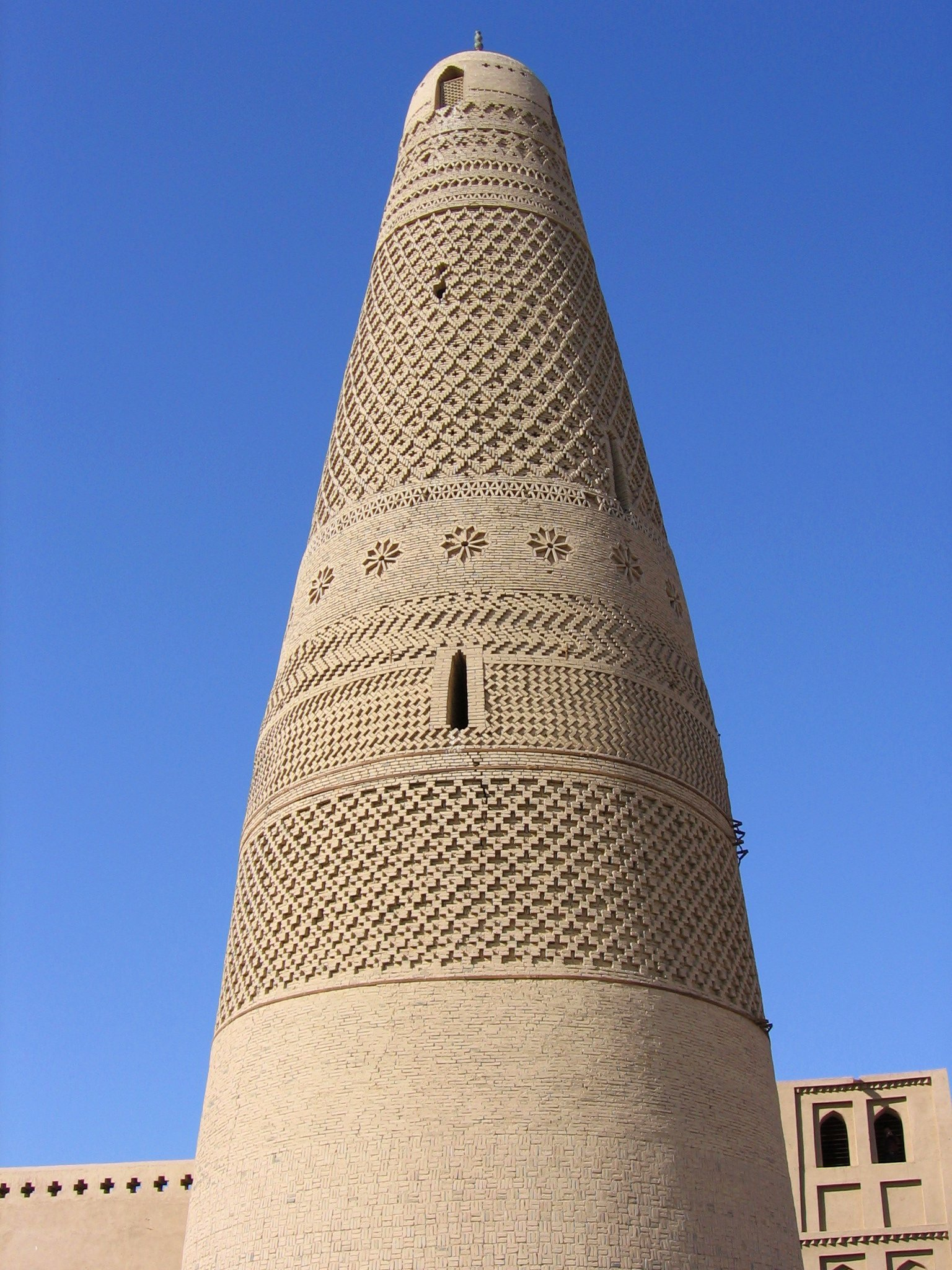
苏公塔石柱

### 第12天（1990年4月18日）
参观新疆维吾尔自治区博物馆。

### 第13天（1990年4月19日）
出发到乌鲁木齐市，参观艾提尕尔清真寺、香妃墓。
手绘插图：公主逛市场。

### 第14天（1990年4月20日）
参观乌鲁木齐市刺绣厂。
手绘插图：公主在月下打太极拳，拉乐器。

### 第15天（1990年4月21日）
从乌鲁木齐市前往至广州市，并从广州机场中转抵达香港。参观邵氏兄弟制片公司，邵逸夫邀请她穿上了橙色凤袍戏服，并与当时正在拍摄古装电影的演员们合影。

## 诗句
在初版的《平沙万里行》中，封底写有诗琳通公主的八行诗句：
|  | 即使多一百年 我也无足够时间 周游全世界 萍踪遍寰宇 趁有生之年 匆忙东奔西走 冀图耳濡目染 浩荡环球百态 打开胸宇茅塞 抱乐观磊落心怀 追索增广见闻 寻求天下真理 并为促进博爱 求真知留雪泥鸿爪 用文采词藻镌勘 使之百年长流传 |

## 注解
1. ↑  《随公主踏沙远行》一书中被翻译成“察沃布拉德电影制片厂”，而英文注释是Shaw Brothers Studio（即邵氏兄弟工作室）。